# Wanderley Santos Monteiro Júnior
Wanderley Santos Monteiro Júnior, meglio noto come Wanderley (Campinas, 11 ottobre 1988), è un ex calciatore brasiliano, di ruolo attaccante.